# Regarde-moi bien en face
Pistes de Marcher dans le sable
Tomber Tellement
Regarde-moi bien en face est une chanson de Gérald de Palmas sortie en 2000 sur l'album Marcher dans le sable. C'est le quatrième et dernier single de l'album, sorti en décembre 2001.

## Clip
Le clip de ce morceau montre Gérald de Palmas jouant et interprétant la chanson avec d'autres musiciens. On voit également une femme, interprétée par Zoé Félix, et des ouvriers construisant un bloc de briques tout autour du groupe.